# 李惠民
李惠民（1949年8月10日—），香港著名資深導演、著名電影及電視劇集監製。

## 經歷
李惠民自幼喜愛攝影，1972年進入影視界，早年曾擔任攝影師。1978年佳藝電視倒閉後跟隨監製蕭笙加入麗的電視，擔任編導以拍攝武俠劇為主；1981年升任麗的電視監製，首部監製電視劇為《遊俠張三丰》，同年跟隨監製蕭笙轉投無綫電視。
1988年，李惠民開始拍攝電影，先在《學校風雲》中擔任執行導演，又執導他的首部電影作品《我要逃亡》，其後執導了《邊緣歲月》、《勇闖天下》、《藍色霹靂火》等動作片。
1992年出任徐克工作室製作總監，除了執導《新龍門客棧》與《東方不敗之風雲再起》外，又為《妖獸都市》、《黃飛鴻之二男兒當自強》、《新仙鶴神針》等電影任策劃。1993年離開徐克工作室。
1994年開始為楊佩佩工作室執導《倚天屠龍記》、《新龍門客棧》、《神鵰俠侶》、《飛刀又見飛刀》、《風雲II》等台海兩岸合拍的武俠電視劇。其後他長期留在中國大陸拍攝電視劇。

## 監製列表

### 電視劇（麗的電視）
- 1981年：遊俠張三丰

### 電視劇（無綫電視）
- 1982年：過山車
- 1983年：奔向太陽
- 1983年：再見十九歲
- 1983年：無冕天使
- 1984年：超越愛情線
- 1984年：魔域桃源
- 1985年：碧血劍
- 1986年：遁甲奇兵
- 1986年：賊公阿牛
- 1987年：飲馬江湖
- 1991年：夢斷江湖（電視電影）
- 1992年：驚濤歲月（電視電影）

### 電視劇（邵氏兄弟）
- 2018年：飛虎之潛行極戰
- 2022年：飛虎之壯志英雄

## 執導列表

### 電視劇 (佳藝電視)
- 1977年：《紅樓夢》（外景助導）
- 1978年：《流星蝴蝶劍》

### 電影
- 1990年：邊緣歲月
- 1991年：藍色霹靂火
- 1992年：新龍門客棧
- 1993年：東方不敗之風雲再起
- 1994年：海角危情
- 1995年：震撼性醜聞(又名:熱線追擊)
- 1995年：我要活下去
- 1996年：金榜題名

### 電視劇 (其他)
- 1989年：劍客與靈童（電視電影）
- 1989年：刑警本色（電視電影）
- 1990年：英雄重英雄（電視電影）
- 1997年：新龍門客棧
- 1997年：儂本多情
- 2002年：如来神掌
- 2004年：風雲II
- 2007年：江湖往事(又名:東方霸主)
- 2004年：荊軻傳奇
- 2010年：流星蝴蝶劍
- 2011年：新萍蹤俠影
- 2013年：生死鐘聲
- 2014年：陶之戀
- 2014年：劉海砍樵
- 2015年：配角逆襲事務所(網絡劇) (職位為總導演)
- 2015年：多情江山
- 2015年：省港大营救
- 2020年：飛虎之雷霆極戰

## 外部連結
- 李惠民在互联网电影资料库（IMDb）上的資料（英文）
- 李惠民在香港影庫上的簡介
- 李惠民在豆瓣上的资料（简体中文）